# فرودگاه بین‌المللی سن برناردینو (کالیفرنیا)
فرودگاه بین‌المللی سن برناردینو، کالیفرنیا (به انگلیسی: San Bernardino International Airport) یک فرودگاه است . این فرودگاه در کشور ایالات متحده آمریکا قرار دارد .